# Ametastegia perla
Ametastegia perla är en stekelart som först beskrevs av Johann Christoph Friedrich Klug 1818.  Ametastegia perla ingår i släktet Ametastegia, och familjen bladsteklar. Arten är reproducerande i Sverige.